# Геленџик
Геленџик (рус. Геленджик) град је на југозападу европског дела Руске Федерације. Налази се у југозападном делу Краснодарске покрајине, административно је седиште Геленџичког градског округа, значајан бањско-туристички центар и велика руска лука на обали Црног мора.
Површина градске територије је 19,25 км², а према проценама из 2018. у граду је живело 76.830 становника. Град лежи на обалама истоименог Геленџичког залива.

## Географија
Град Геленџик се налази на југу Русије и лежи на обалама Геленџичког залива у централном делу руске црноморске обале. У западном залеђу града налази се кавкаски планински масив Маркотх.
Град се налази на свега око 25 километара југоисточно од града Новоросијска, око 180 км југозападно од Краснодара и око 250 км северозападно од Сочија.

## Становништво
Према прелиминарним подацима са пописа, у граду је 2018. живело 76.830 становника, са високом стопом раста популације која је честа у целом Краснодарском крају. Од 1. јануара 2018. године, град је био на 214 месту од 1113 градова Руске Федерације по броју становника. Англомеративно гледано у Геленџик је 1. јануара 2018 године живело 117.546 становника. Руси су већина становништва у граду, најбројинија етничка мањина у граду су Грци који чине 4,26% популације града.
| 1939.  | 1959.  | 1970.  | 1979.  | 1989.  | 2002.  | 2010.  | 2015.  | 2018.  |
| ------ | ------ | ------ | ------ | ------ | ------ | ------ | ------ | ------ |
| 10.721 | 14.131 | 29.086 | 36.533 | 47.711 | 50.012 | 54.980 | 69.341 | 76.830 |